# Istok Rodeš
Istok Rodeš, född 27 januari 1996 i Varaždin i Kroatien, är en kroatisk alpin skidåkare.